# Ungdomstjänst
Ungdomstjänst är ett alternativ till böter och fängelsestraff. 
De som är mellan 15 och 21 år gamla kan dömas av domstolen till ungdomstjänst. Ungdomstjänst innebär att den unge ska arbeta utan lön och delta i samtal om kriminalitet. Arbetet ska genomföras på kvällar och helger och sker oftast hos olika föreningar. Arbetsplatsen och arbetsuppgifterna kommer att anpassas till varje persons förmåga. Vanligtvis är arbetstiden 2-3 timmar vid varje arbetspass och med ett till två arbetspass i veckan. Var och en ska skriva under en arbetsplan tillsammans med socialtjänsten och handledaren.
I arbetsplanen ställs olika krav som till exempel att man ska komma i tid till alla arbetspass, möten och samtal. Alla ska aktivt utföra tilldelade arbetsuppgifter och aktivt delta i samtalen. Man får inte begå nya brott eller använda droger och man ska självklart sköta sin skola eller sitt arbete. Socialtjänsten kontrollerar att alla följer sin arbetsplan. Åklagaren kommer att informeras om arbetsplanen inte följs och detta kan leda till en varning eller att domstolen bestämmer annat straff. Var och en som genomför sin ungdomstjänst får ett intyg efter avslutat arbete. 